# کمنش‌شومین
کِمِنِش‌شومیِن (به مجاری:  Kemenessömjén) یک شهرداری در مجارستان است که در واش واقع شده‌است. کمنش‌شومین ۱۶٫۰۵ کیلومتر مربع مساحت و ۶۰۹ نفر جمعیت دارد.